# Oenothalia vappa
Oenothalia vappa är en fjärilsart som beskrevs av Paul Dognin 1924. Oenothalia vappa ingår i släktet Oenothalia och familjen mätare. Inga underarter finns listade i Catalogue of Life.